# 인생은 뷰티풀: 비타돌체
인생은 뷰티풀: 비타돌체(Vita Dolce)는 한국에서 제작된 오윤동 감독의 2022년 공연실황, 다큐멘터리 영화이다. 김호중 등이 주연으로 출연하였다.

## 출연

### 주연
- 김호중
- 원태연
- 이주호